# Fani Okič
Fani Okič, slovenska pisateljica, * 1924, Ljubljana, † 2019, Ljubljana.
Dijakinja je bila do začetka druge svetovne vojne. Leta 1941 je bila po okupaciji Slovenije izseljena na Hrvaško, od 1942 do osvoboditve 1945 je bila hrvaška partizanka. Po vojni je živela in delala v Bosni in drugih jugoslovanskih deželah. Leta 1947 se je vrnila v Slovenijo.

## Delo
Fani Okič je pisateljica, publicistka, raziskovalka protokultur. Je pripadnica dveh popolnoma različnih civilizacij - po materini strani južnoameriške (po njeni smrti je prejela rodovno izročilo: »Človek je kot drevo; čim globlje segajo njegove korenine, toliko manj možnosti imajo viharji, da ga izrujejo.«, ki jo je za vse življenje povezalo s civilizacijo Inkov), po očetovi pa zahodne.
Bila je sodelavka beograjskih revij Galaksija in Treće oko, kasneje tudi slovenskih Aura, Karma in Metulj.

## Video
- Orion, dokumentarni film (3. jul. 2012, 52 min, rtvslo)
- Fani Okič: Polepšali ste mi dan (4. sept., 2012, 54 min, rtvslo)